# 몽기사르 전투
몽기사르 전투는 1177년 11월 25일 팔레스타인 몽기사르에서 벌어진 예루살렘 왕국과 아이유브 술탄국의 전투이다.

## 배경
1177년 십자군 국가인 예루살렘 왕국은 어려움에 처해 있었다. 국왕 보두앵 4세는 문둥병에 걸려 있었고 후사가 없었다. 그의 누나 시빌라는 남편 아스칼론의 기욤이 죽고 임신한 상태였기에 왕국의 귀족들은 다른 신랑감을 구하고 있었다. 보두앵은 비잔티움 제국의 해군력에 힘입어 이집트를 공략할 계획을 세웠으나 실현되지 못하고 있었다.
한편 이집트에서 세력을 키우던 살라흐 앗 딘은 예루살렘 왕국을 공격하기 위해 출병했다. 이 정보를 입수한 보두앵은 샤티용의 레날드와 함께 살라흐 앗 딘을 저지하기 위해 예루살렘을 출발하여 아스칼론으로 향했다. 레날드는 1176년까지 알레포에 포로로 감금되어 있었으며 환자인 보두앵 왕을 대신해 군사를 이끌었는데, 살라흐 앗 딘과 이슬람에 대한 적개심으로 가득차 있었다. 또다른 십자군의 장군은 성전 기사단의 기사단장인 외드였는데 그는 80명의 성전 기사단 기사를 이끌고 함께 출병했다.

## 전투
살라흐 앗 딘은 보두앵이 소수의 병력으로 감히 자신을 공격할 것이라는 생각을 하지 못하고 병력을 넓게 포진하여 람라, 지라, 아르수프를 차례로 공략하였고 주변지역을 약탈하였다. 예루살렘 왕국의 연합군은 이슬람군의 포위를 뚫고 해안을 따라 진군하여 이슬람군이 예루살렘에 먼저 도착하기 전에 저지하려 하였다.
십자군 연합군은 람라 근처의 몽기사르에서 살라흐 앗 딘의 군대와 만났다. 살라흐 앗딘은 미처 예상치 못한 적을 만나 당황하였고 급하게 흩어진 병력을 불러모아 회전을 준비했다. 그러나 기병들은 이집트에서 출병한 이후로 쉬지 못하여 지친 상태였고 보병도 마찬가지였다. 살라딘이 자신의 병력을 모아 뒤로 돌아가는 동안 십자군은 중앙을 공격했다.
이슬람 진영은 급격히 무너졌고 중앙이 돌파당해 보급품을 십자군에 빼앗겼다. 이 전투에서 살라흐 앗 딘의 조카 타키 앗 딘의 아들이 전사했고 율법학자 디야 앗 딘이 포로로 붙잡혔다. 살라흐 앗 딘도 거의 붙잡힐 뻔하였으나 경주용 낙타를 타고 있었기에 가까스로 도망칠 수 있었다. 이 전투에서 이슬람 병력의 9할이 죽거나 부상당하여 괴멸했다.
보두앵은 밤 늦게까지 살라흐 앗 딘을 추격했으나 체포에 실패하고 아스칼론으로 물러났다. 10일 동안 심한 폭우가 내렸으며 살라딘은 남은 소수의 병력을 이끌고 겨우 이집트로 퇴각할 수 있었다.

## 전투 이후
전투의 패배로 살라흐 앗딘은 상당한 타격을 입고 이집트에서 힘을 기를 수밖에 없었다. 1178년 살라흐 앗 딘은 십자군과 휴전 협정을 맺고 약 1년간 양측은 소강상태를 보였다. 
한편 트리폴리의 레몽 3세와 보에몽 3세는 보두앵과 별도로 시리아의 하림을 공격하였다 하림의 공성전은 1178년까지 계속되었는데 살라흐 앗 딘은 몽기사르의 패배로 하림을 도우러 갈 수 없었다.